# Granica albańsko-czarnogórska
Granica albańsko-czarnogórska −  granica międzypaństwowa o długości 172 kilometry dzieląca terytoria Albanii i Czarnogóry.
Początek granicy znajduje się na trójstyku granic Czarnogóry, Kosowa i Albanii w Górach Północnoalbańskich na północy. Początkowo granica biegnie w kierunku zachodnim, omija łukiem miejscowość Vermosh i przybiera kierunek południowo-zachodni, biegnąc w kierunku jeziora Szkoderskiego, które przecina zygzakiem. Na zachód od miejscowości Shirokë wraca na ląd, dochodzi do rzeki Bunë (Bojana) i tą rzeką do jej ujścia do Morza Adriatyckiego między albańskim Velipojë i czarnogórskim Sveti Nikola.
Granica powstała w 2006 roku po proklamowaniu niepodległości Czarnogóry.
Granicę wyznaczono w 1913 roku. Formalnie istniała do 1918 roku, kiedy włączono Czarnogórę do Królestwa SHS. Następnie był to fragment granicy albańsko-jugosłowiańskiej.